# Batalla de Acosta Ñu
La batalla de Acosta Ñu (llamada también batalla de los Niños por los paraguayos o Batalha de Campo Grande por los brasileños) fue un enfrentamiento que ocurrió durante la guerra de la Triple Alianza donde el 16 de agosto de 1869, 20 000 (o más) soldados y milicianos se enfrentaron como parte de la Guerra de la Triple Alianza.

## Antecedentes
En 1869, el ejército paraguayo estaba en retirada y Asunción ocupada por los aliados. Francisco Solano López se rehusó a rendirse, prometiendo continuar luchando hasta el fin. El comandante Brasileño Luis Alves de Lima e Silva, el Duque de Caxias, sugirió que la guerra estaba militarmente cerrada, pero Pedro II, emperador brasileño, exigía la rendición de Solano López. El duque se apartó por motivos de salud y fue sustituido por el yerno del emperador, Luis Filipe Gastão de Orléans, el conde d’Eu. Bajo el nuevo comando, el Ejército brasileño continuó la campaña en el Paraguay hasta matar a López el 1 de marzo de 1870.
Tras la batalla de los siete días, Francisco Solano López se une a una división de 3.000 hombres que se había atrasado para llegar a la batalla homónima, y ahí el presidente paraguayo levanta un nuevo ejército en el campamento militar de Cerro León que constó de 13 000 tropas frescas, instruidas por los Generales Francisco Isidoro Resquín y Bernardino Caballero, pero el contingente se había convertido en su mayoría un ejército rezagado mayoritariamente compuesto por jóvenes ancianos, y heridos dados de alta hasta incluso niños, reduciéndose así la cantidad de soldados experimentados para la lucha debido a las bajas ocasionadas por la guerra.

"De Cerro León pasó López á Azcurra, donde empezó á reunir gente que le iba llegando de diversos puntos, y que además de las de Cerro León eran las guarniciones de Carapeguá, Caacupe, Caapucú, San José y otros lugares. Mandó hacer nuevo reclutamiento de viejos y muchachos, y gran número de heridos que fueron incorporados á las filas, de manera que cuando el ejército brasilero llegó á Pirayú, ya López tenía 13 mil hombres organizados. [...] La fuerza que estaba en Azcurra subía á once mil y tantos hombres, sin contar 1.800 enfermos. Estaba dividida en dos cuerpos de ejército. El segundo cuerpo mandado por el general Caballero fue encargado de escoltar el parque y los objetos pesados, así descubrir la retaguardia."
Testimonio del General Francisco Isidoro Resquín el 20 de marzo de 1870 a las fuerzas Imperiales tras ser tomado como prisionero de guerra.

Para replegarse rumbo al norte, el mariscal López divide sus fuerzas en dos columnas, la primera al mando de Resquín y la segunda al mando de Caballero. El objetivo era montar una teatro defensivo alrededor de las cordilleras de Azcurra y reagrupar las fuerzas Paraguayas nuevamente en San Estanislao. Sin embargo, la columna del general Caballero se atrasó considerablemente, ya que a su vez estaba compuesta por civiles que acompañaban al ejército y entonces al ver el comandante en jefe del ejército aliado Gastón de Orleans la oportunidad de diezmar las fuerzas Paraguayas, partió para obligar a Caballero a dar batalla en el actual Barrero Grande.
Ya en los Combates de Lomas Valentinas y Piribebuy el ejército enemigo no había perdonado la vida de menores por lo tanto, y en vistas de que no había esperanzas de que se respetase la vida de cualquier paraguayo, muchos preferían pelear antes que rendirse

## La batalla

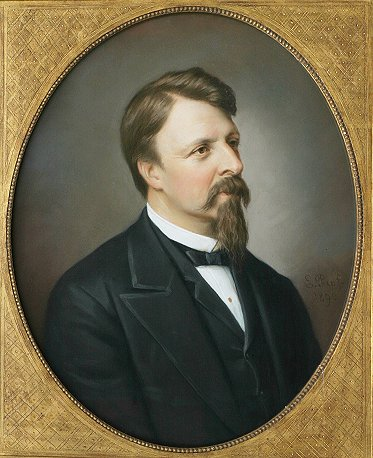
El príncipe francés Louis Philippe Ferdinand Gaston d’Orléans, conde d’Eu (1842-1922).

El conde d'Eu y las principales tropas aliadas avanzaron y tomaron Caacupé el 15 de agosto, en donde suponían que López estaría escondido –en verdad, se había retirado para Caraguatay días antes. Para impedir que el ejército paraguayo se moviera a Caraguatay, el conde d'Eu envió una división brasileña de caballería para el paso a Campo Grande. La división fue reforzada, más tarde, por la 2.ª unidad táctica del ejército brasileño, junto con tropas argentinas comandadas por el coronel Luis María Campos.
Las tropas aliadas alcanzaron la retaguardia de las fuerzas paraguayas en Barrero Grande, hoy Eusebio Ayala el 16 de agosto. La batalla comenzó a las ocho y media de la mañana, con muchos paraguayos que eran solo niños de entre 12 a 15 años con veteranos adultos, comandados por el general Bernardino Caballero, enfrentando a 
20 000 soldados brasileños y argentinos. Campo Grande es una ancha planicie con 12 kilómetros cuadrados, ideal para la caballería brasileña.
La batalla duraría ocho horas, con los paraguayos, en minoría, ofreciendo una feroz resistencia. Después de los primeros ataques, las tropas del general Caballero retrocedieron al otro lado del río Yukyry, en donde tenían ocho cañones y cobertura. También prendieron fuego en el bosque para ocultar sus movimientos tácticos con el humo. El incendio se salió de control y pronto se extendió a través de la hierba seca.

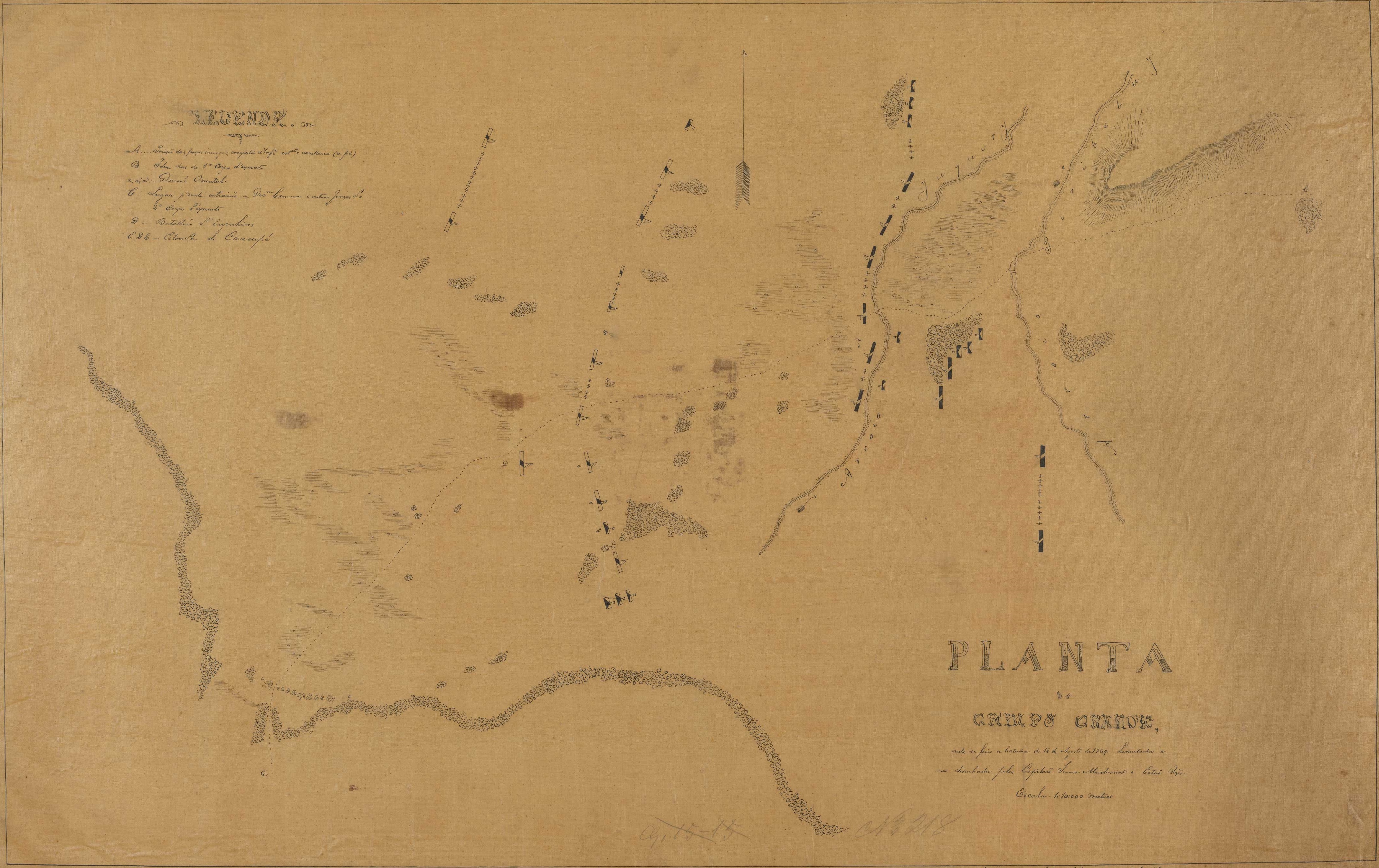
Plante de Campo Grande.

La infantería aliada fue la primera en avanzar para cruzar el río, pero fue repelida. El Conde d'Eu, entonces, ordenó que su artillería abriese fuego, el que causó grandes pérdidas en el lado paraguayo. Hasta entonces, la caballería brasileña había alcanzado el campo de batalla y conseguiría cruzar el río y hacer un devastador ataque contra la posición paraguaya. Las tropas del general Caballero se defendieron utilizando una clásica formación en cuadrado con bayonetas. Aun así, sus tropas sufrieron grandes bajas.
La infantería aliada atacó de nuevo con bayonetas, capturando los ocho cañones y la posición paraguaya. Al final 3300 paraguayos fueron muertos. Las fuerzas aliadas tuvieron menos de 50 muertos y menos de 500 heridos. El general Caballero se retiró apresurado con parte de su tropa.

Más no por eso decayó su ánimo; al contrario, dispuesto á jugar su vida, aceptó la lucha, que duró más de cinco horas, sangrienta y encarnizada; lucha que le hubiera proporcionado nueva victoria, á no haber recibido el enemigo considerables refuerzos.

Estos refuerzos decidieron la acción, apoderándose del campo, donde tuvieron que enterrar más de mil seiscientos cadáveres.
El general Caballero perdió su artillería, 87 carretas con bueyes, armamentos, municiones y banderas, logrando salvarse él, entre los montes.
Cuando revistó sus tropas, para llegar al cuartel general, no tenía más que treinta oficiales y 2.320 soldados.

El comandante Franco, con 29 oficiales y 1.765 soldados, habían sucumbido en su puesto de honor, y el comandante Oviedo, con 36 oficiales y 1.816 soldados, habían sido hechos prisioneros.
Memorias del General Francisco Isidoro Resquín.

## Consecuencias
Esta fue la última gran batalla en la Guerra de la Triple Alianza, que terminaría tiempo después con la muerte de López en la batalla de Cerro Corá. Está representada en el cuadro Batalla de Campo Grande, de Pedro Américo, y en el libro Recordações de Guerra e de Viagem, del escritor Visconde de Taunay, que fue parte de la batalla.
Caballero, como muchos otros oficiales paraguayos en esa situación, fue preso a Río de Janeiro, en donde vivió por algunos meses en una casa de familia. Más tarde llegaría a ser presidente del Paraguay (1880-1886). Manoel Deodoro da Fonseca comandó uno de los batallones de la infantería brasileña y fue, más tarde, el primer presidente del Brasil (1889-1891).

## Historiografía
En el Paraguay, el día del Niño es celebrado el 16 de agosto de cada año, en memoria de los niños que perdieron sus vidas en esta batalla.

Los niños de siete a ocho años, en el fragor de la batalla, despavoridos, se agarraban a las piernas de los soldados brasileños, llorando que no los matasen, y eran degollados en el acto.
 Escondidas en la selva próxima, las madres observaban el desarrollo de la lucha. No muchas agarraron lanzas y llegaron a comandar un grupo de niños en la resistencia. Finalmente, después de un día de lucha, los paraguayos fueron derrotados.
 El comandante D’Eu, el comando de la guerra, después de la insólita batalla de Acosta Ñu, cuando estaba terminada, al caer la tarde, las madres salieron a socorrer a los                  niños paraguayos, el conde D’Eu mandó incendiar la maleza, matando quemados a niños y madres.
 El conde D‘Eu mandó hacer cerco del hospital de Piribebuy, manteniendo en su interior los enfermos ―en su mayoría jóvenes y niños― y lo incendió. El hospital en llamas quedó cercado por las tropas brasileña que, cumpliendo las órdenes, empujaban a punta de bayoneta adentro de las llamas los enfermos que milagrosamente intentaban salir de la fogata. No se conoce en la historia de América del Sur por lo menos, ningún crimen de guerra más hediondo que ese. Julio José Chiavenato: Genocidio americano. La guerra del Paraguay. Asunción: Carlos Schauman Editor, 1984.

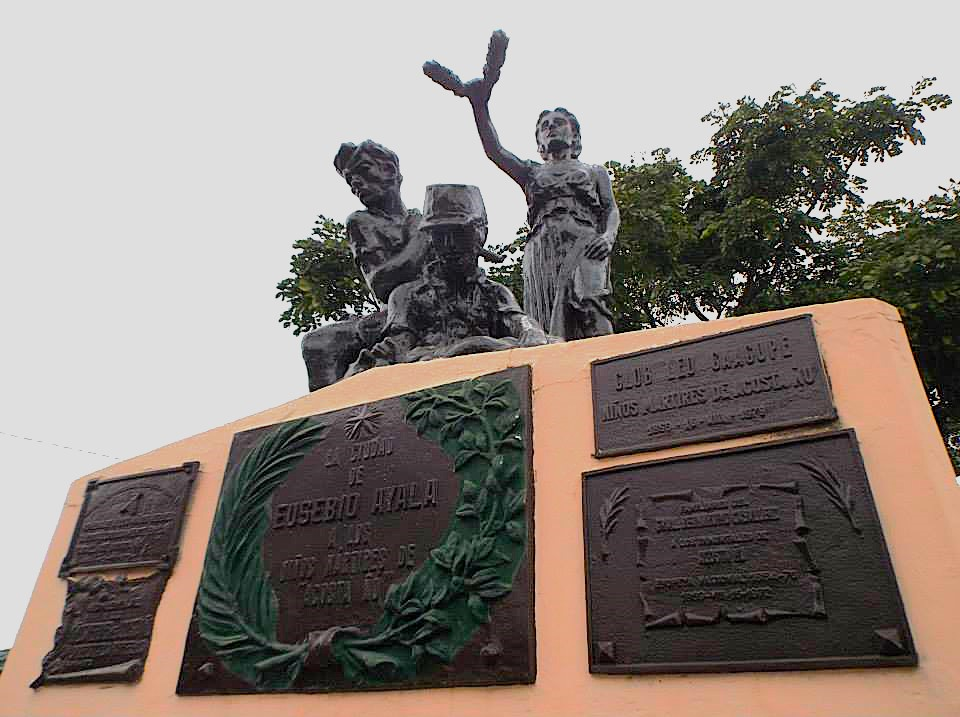
Monumento Nacional a los Niños Mártires de Acosta Ñu (Eusebio Ayala).

Durante siglos las sociedades occidentales aceptaron el uso militar de niños en la guerra, sin embargo, nunca como unidades exclusiva o formadas por ellos ni su reclutamiento masivo salvo en breves excepciones. En la Guerra de la Triple Alianza todos los países involucrados los incorporaron a sus filas. El caso paraguayo es un ejemplo sin precedentes en Sudamérica de esas excepciones, con una movilización a gran escala de menores de edad porque su líder exigía a toda la población masculina combatir para defender la soberanía paraguaya.
A fines de 1865 muchas escuelas cerraron para que maestros y alumnos de cursos mayores fueran al frente por orden del mariscal López. En mayo de 1867, para paliar las graves bajas, el gobierno de Asunción manda el reclutamiento obligatorio de todos los varones entre 12 y 15 años. En diciembre siguiente se produce la Dezembrada en el que el ejército paraguayo como resultado «dejó de existir como fuerza de combate». A partir de entonces, la guerra estaba perdida. Entre los días 11 y 15 de ese mes, López dejaba a 1500 jóvenes e inválidos en la trinchera de Piquirisy para proteger su retirada.
Con su ejército casi destruido, el mariscal había decretado el 14 de febrero de 1869 que todo menor de 12 años es adulto e inicia las levas de ancianos y jóvenes de 14 y 15 hasta tener un nuevo ejército de 12 000 soldados. En Piribebuy el conde d'Eu intima al Comandante Pedro Pablo Caballero a rendirse o dejar a los civiles salir de la plaza, pero Caballero se negó. Los 20 000 brasileños masacraron durante y después de la lucha a los 1600 defensores y no combatientes que encontraron.
Los soldados paraguayos destacaron siempre por su valor, adultos o no, López estuvo en combate en Lomas Valentinas  en diciembre de 1868 y Cerro Corá en marzo de 1870. Para Corrêa Martins, lo peor de dicha idealización sería una visión según la cual es aceptable el reclutamiento de menores de edad en el ejército, motivo por el que Paraguay ha sido denunciado varias veces durante el siglo XX.